# Palm Desert
Palm Desert város az USA Kalifornia államában, Riverside megyében. Lakosainak száma 51 163 fő (2020. április 1.).

## Népesség
A település népességének változása:

| 2010 | 48 445 |
| 2020 | 51 163 |